# Лонгв'ю (Техас)
Лонгв'ю (англ. Longview) — місто (англ. city) в США, в округах Грегг і Гаррісон. Місто є адміністративним центром округу Грегг. Розташоване в північно-східній частині  штату Техас, на північ від річки Сабін. Населення — 81 638 осіб (2020).

## Географія
Лонгв'ю розташований за координатами 32°31′9″ пн. ш. 94°45′53″ зх. д. / 32.51917° пн. ш. 94.76472° зх. д. (32.519305, -94.764810).  За даними Бюро перепису населення США в 2010 році місто мало площу 144,52 км², з яких 144,24 км² — суходіл та 0,27 км² — водойми.

### Клімат
| Клімат Лонгв'ю           | Клімат Лонгв'ю | Клімат Лонгв'ю | Клімат Лонгв'ю | Клімат Лонгв'ю | Клімат Лонгв'ю | Клімат Лонгв'ю | Клімат Лонгв'ю | Клімат Лонгв'ю | Клімат Лонгв'ю | Клімат Лонгв'ю | Клімат Лонгв'ю | Клімат Лонгв'ю | Клімат Лонгв'ю |
| Показник                 | Січ.           | Лют.           | Бер.           | Квіт.          | Трав.          | Черв.          | Лип.           | Серп.          | Вер.           | Жовт.          | Лист.          | Груд.          | Рік            |
| Абсолютний максимум, °C  | 30             | 32             | 33             | 36             | 39             | 43             | 42             | 45             | 42             | 38             | 33             | 33             | 45             |
| Середній максимум, °C    | 14,1           | 16,5           | 20,6           | 24,6           | 28,7           | 32,1           | 34,1           | 34,4           | 30,9           | 25,6           | 19,7           | 14,7           | 24,7           |
| Середня температура, °C  | 8,1            | 10,2           | 14,2           | 18,2           | 22,8           | 26,4           | 28,6           | 28,2           | 24,5           | 18,9           | 13,5           | 8,9            | 18,6           |
| Середній мінімум, °C     | 2,1            | 3,8            | 7,9            | 11,8           | 16,8           | 20,8           | 23,1           | 21,9           | 18,1           | 12,3           | 7,3            | 3              | 12,4           |
| Абсолютний мінімум, °C   | −20            | −21            | −9             | −6             | 2              | 10             | 13             | 11             | 3              | −1             | −5             | −16            | −21            |
| Норма опадів, мм         | 89.8           | 101.6          | 111.8          | 81.3           | 121.9          | 127            | 73.7           | 76.2           | 83.8           | 116.8          | 114.3          | 114.3          | 1209           |
| ------------------------ | -------------- | -------------- | -------------- | -------------- | -------------- | -------------- | -------------- | -------------- | -------------- | -------------- | -------------- | -------------- | -------------- |
| Джерело: weatherbase.com |                |                |                |                |                |                |                |                |                |                |                |                |                |

## Демографія
Згідно з переписом 2010 року, у місті мешкало 80 455 осіб у 30 562 домогосподарствах у складі 20 020 родин. Густота населення становила 557 осіб/км².  Було 32751 помешкання (227/км²).
Расовий склад населення:
| - 63,3 % — білих - 22,9 % — чорних або афроамериканців - 1,4 % — азіатів - 0,5 % — корінних американців - 9,5 % — осіб інших рас |

До двох чи більше рас належало 2,3 %. Частка іспаномовних становила 18,0 % від усіх жителів.
За віковим діапазоном населення розподілялося таким чином: 25,4 % — особи молодші 18 років, 61,2 % — особи у віці 18—64 років, 13,4 % — особи у віці 65 років та старші. Медіана віку мешканця становила 34,4 року. На 100 осіб жіночої статі у місті припадало 95,1 чоловіків;  на 100 жінок у віці від 18 років та старших — 91,9 чоловіків також старших 18 років.
Середній дохід на одне домашнє господарство  становив 62 018 доларів США (медіана — 44 544), а середній дохід на одну сім'ю — 74 138 доларів (медіана — 55 169). Медіана доходів становила 41 764 долари для чоловіків та 31 527 доларів для жінок. За межею бідності перебувало 17,9 % осіб, у тому числі 26,4 % дітей у віці до 18 років та 8,2 % осіб у віці 65 років та старших.
Цивільне працевлаштоване населення становило 36 803 особи. Основні галузі зайнятості: освіта, охорона здоров'я та соціальна допомога — 21,6 %, роздрібна торгівля — 14,5 %, виробництво — 12,4 %.